# Каверино (Волоколамский район)
Каверино — деревня в Волоколамском районе Московской области России.
Относится к Теряевскому сельскому поселению, до муниципальной реформы 2006 года относилась к Шестаковскому сельскому округу. Население — 0 чел. (2010).

## География
Деревня Каверино расположена на автодороге Р107 Клин — Лотошино примерно в 23 км к северо-востоку от города Волоколамска. Ближайшие населённые пункты — село Шестаково и деревня Астафьево. Связана автобусным сообщением с городами Волоколамском и Клином.
Вблизи деревни Каверино протекает ручей Локнаш (бассейн Иваньковского водохранилища). У деревни ручей перекрыт плотиной, в результате чего на нём образовался пруд.

## Население
| 1852 | 1859 | 1890 | 1899 | 1926 | 2002 |
| ---- | ---- | ---- | ---- | ---- | ---- |
| 113  | ↗131 | ↗176 | ↘135 | ↗153 | ↘0   |
| 2006 | 2010 |      |      |      |      |
| →0   | →0   |      |      |      |      |

## История
В «Списке населённых мест» 1862 года Коверина — казённая деревня 1-го стана Клинского уезда Московской губернии по правую сторону Волоколамского тракта, в 37 верстах от уездного города, при реке Локноше, с 14 дворами, 2 фабриками и 131 жителем (60 мужчин, 71 женщина).
По данным на 1890 год входила в состав Калеевской волости Клинского уезда, число душ составляло 176 человек.
В 1913 году — 29 дворов и бумаго-ткацкая фабрика.
В 1917 году Калеевская волость была передана в Волоколамский уезд.
По материалам Всесоюзной переписи населения 1926 года — деревня Астафьевского сельсовета Калеевской волости Волоколамского уезда, проживало 153 жителя (79 мужчин, 74 женщины), насчитывалось 37 крестьянских хозяйств.
С 1929 года — населённый пункт в составе Волоколамского района Московской области.